# Klippoteket

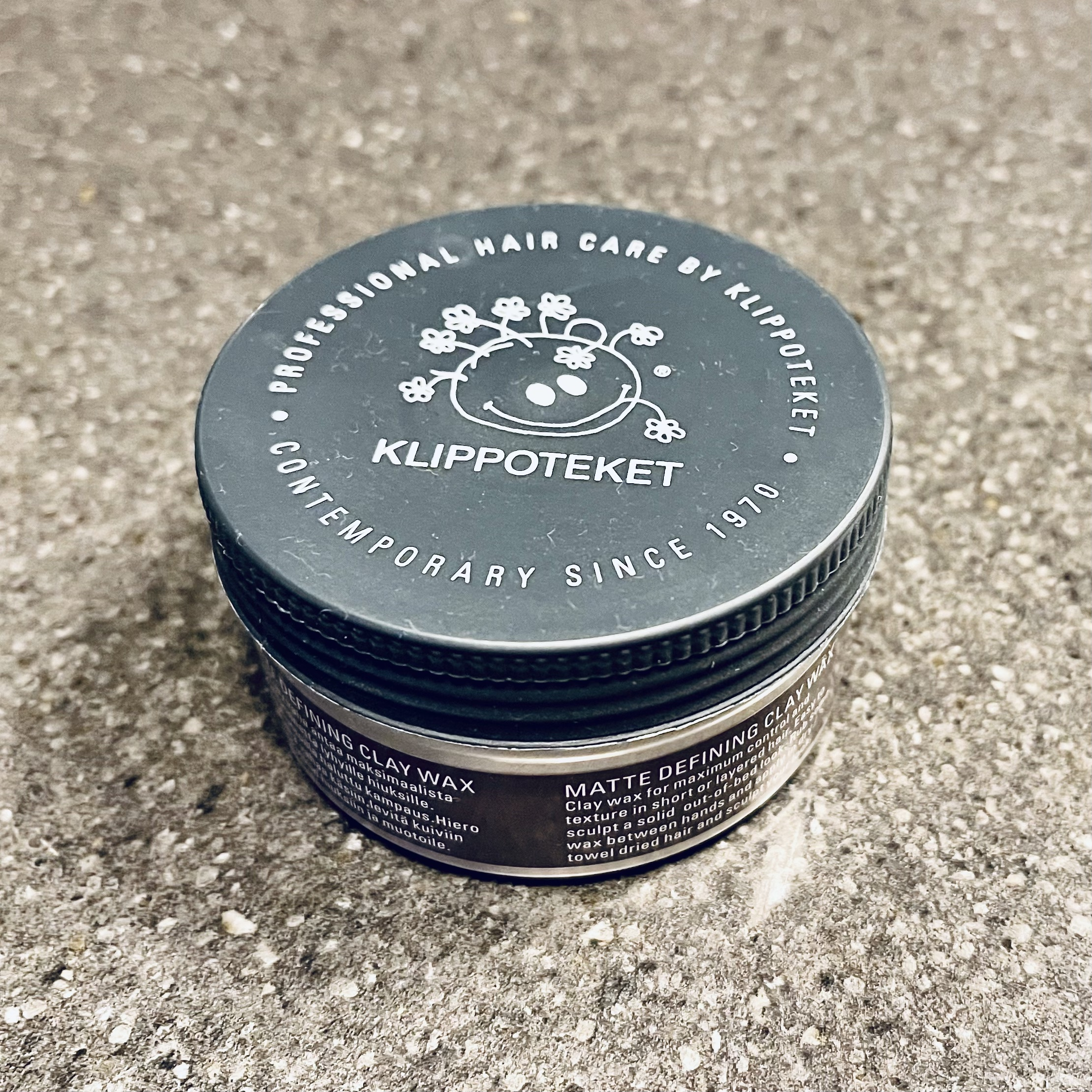
Hårvax från Klippoteket

Klippoteket var en frisersalong i centrala Stockholm. På 1970-talet var Klippoteket Sveriges största salong med ett sextiotal frisörer. Klippoteket tillverkade även egna hårvårdsprodukter. I samma lokal och med samma namn drevs även senare restaurang. Klippoteket är omnämnt i Jonas Gardells bok Ett ufo gör entré.